# Right Place Right Time
Right Place Right Time —en español: Lugar correcto, momento adecuado— es el tercer álbum de estudio del cantante y compositor británico Olly Murs, lanzado el 26 de noviembre de 2012 bajo el sello discográfico Epic Records y Syco Music. Entre sus principales compositores están Claude Kelly y Olly Murs, quienes escribieron la mayoría de las canciones.
En general, tuvo una recepción media tanto crítica como comercial. Varios de los especialistas alabaron su mezcla de sonidos, aunque también criticaron la serie de baladas del disco, así como su falta de momentos memorables. Comercialmente, alcanzó el puesto número uno en el Reino Unido y el tres en Irlanda, además que obtuvo discos de platino en ambos países. En otros países como Australia y Nueva Zelanda aumentó sus posiciones gracias a la buena promoción realizada.
En octubre de 2012, «Troublemaker» fue lanzado como en primer sencillo del disco, y rápidamente contó con una buena recepción comercial mundialmente. Luego, en marzo de 2013, publicó «Army of Two», que a pesar de no contar con tan buena recepción como «Troublemaker», fue capaz de ingresar a distintas listas. Lo mismo sucedió con «Dear Darlin'», pero no con «Right Place Right Time». Para seguir promocionándolo, Murs inició el Right Place Right Time Tour.

## Antecedentes y lanzamiento
En marzo de 2012, Olly Murs confirmó a sus seguidores vía Twitter que estaría trabajando en su tercer álbum de estudio durante abril y todo el verano. Durante los meses siguiente, no reveló detalles del disco, sino hasta septiembre, donde confirmó la fecha de lanzamiento y publicó la lista de canciones de la edición estándar y de lujo. Además, dijo que próximamente estaría disponible el primer sencillo, «Troublemaker», que cuenta con la colaboración del rapero Flo Rida. Sobre el título, el cantante comentó que:

«Right Place Right Time es el título que resume mi carrera hasta este momento. He trabajado duro en todo lo que he hecho haciendo lo que sentía mejor, y todo ha encajado en su lugar. Eso resume el sentimiento por este álbum».

También en septiembre, Murs reveló la portada del disco, la cual lo muestra mirando fijamente a la cámara mientras viste una camisa blanca con tirantes. El resto de la portada es simplemente un fondo azul que tiene escrito Right Place Right Time por todos lados con diferentes tipos de letra. Además de promocionarse en los Estados Unidos, Murs trabajó con varios compositores y productores como Steve Robson, Claude Kelly, Wayne Hector, TMS y Andrew Frampton. En Europa y Oceanía, Right Place Right Time se lanzó oficialmente el 26 de noviembre de 2012 bajo el sello discográfico Epic Records. A pesar de que su lanzamiento en Norteamérica estaba programado para mediados de diciembre de 2012, el disco no fue publicado en los Estados Unidos y Canadá sino hasta el 16 de abril de 2013, donde parte de la lista de canciones se mezcló con el de In Case You Didn't Know.

## Recepción

### Comentarios de la crítica

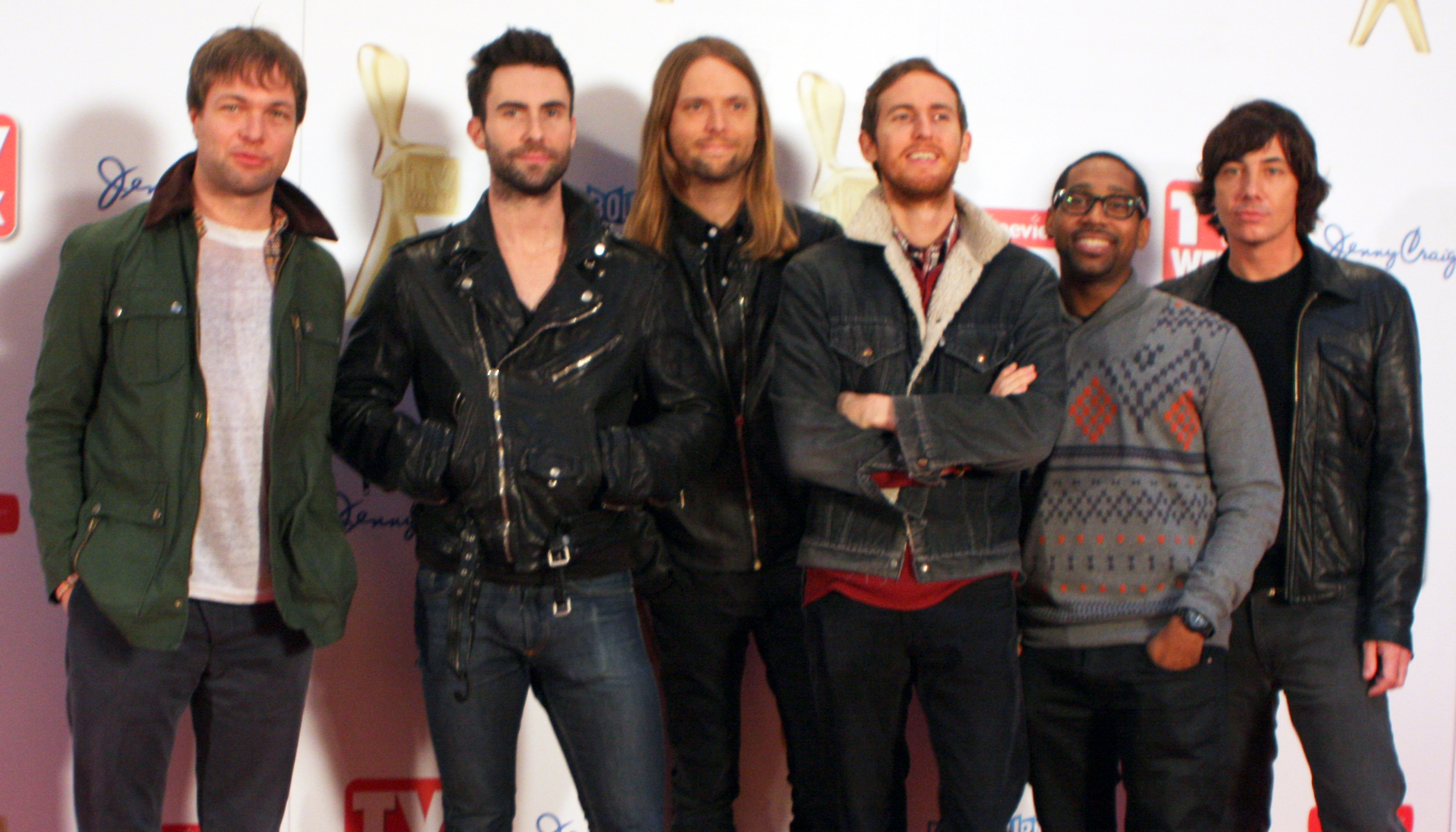
El estilo del disco recibió comparaciones con el del grupo Maroon 5.

Right Place Right Time contó con comentarios diversos por parte de los críticos musicales, la mayoría de sus reseñas fueron de carácter neutral-bueno. De acuerdo con Metacritic, acumuló un total de 63 puntos sobre 100 sobre la base de cinco de sus críticas.
El escritor John Aizlewood de BBC comentó que es un disco bastante coherente y que no posee relleno. Añadió además que es lo mejor que Olly Murs puede hacer. Lewis Corner de Digital Spy le dio tres estrellas de cinco y opinó que la capacidad del cantante de mezclar melodías sigue siendo su mayor encanto. Hermione Hoby de The Guardian lo calificó con tres estrellas de cinco y dijo que posee una mezcla entre ritmos optimistas y alegres. Por su parte, Matt Collar de Allmusic le otorgó tres estrellas y media de cinco y escribió que:

«Right Place Right Time cuenta con más sentimiento en la voz de Olly Murs, [así como también con una] inflexión de R&B a pop. Esta vez Murs profundiza más en un sonido funk [...] En otros lugares, Murs toca algunos sonidos más orgánicos, como en la inflexión orquesta "Loud & Clear" y el himno de anhelo romántico "Hand on Heart". Este tipo de balance se vuelve brillante, un sonido dance más pulido y un enfoque de cantante y compositor más edificante encaja bien con Murs y lo lleva más cerca de los contemporáneos tales como OneRepublic y Ed Sheeran [...] En última instancia, con Right Place Right Time, se podría decir Murs está madurando. Afortunadamente, eso no significa que se está volviendo aburrido, y estas canciones están tan orientadas al pop y lo divertido como cualquier cosa que haya hecho antes».

Andy Gill de The Independent recomendó a los lectores del diario descargar «Troublemaker», «Dear Darlin'» y «What a Buzz» y le otorgó dos estrellas de cinco. Gill expresó que Murs se enfoca más en crear canciones pasables que memorables. Louise Bruton de Entertainment IE dijo que en primera instancia, Right Place Right Time puede confundir a los oyentes con Maroon 5. Comentó además que los primeros sencillos son engañosos, ya que dan una visión errónea del disco, que en realidad está plagado de baladas seguidas en fila. También le dio dos puntos de cinco y cerró diciendo que: «Cuando Murs es bueno, es genial, pero cuando no es bueno, es extremadamente mediocre».

### Recibimiento comercial
A nivel del Reino Unido e Irlanda, Right Place Right Time contó con un éxito favorable, pero mundialmente no fue bien recibido. Durante la semana del 8 de diciembre de 2012, debutó como número uno en el UK Albums Chart, y se convirtió en el segundo disco de Murs que lo logra, detrás de In Case You Didn't Know. Además arrebató el lugar a Take Me Home de One Direction, que llevaba dos semanas en el primer lugar. Sus ventas superiores a 1 200 000 copias permitieron que la BPI le otorgara cuatro discos de platino. Para fin del 2012, se convirtió en el séptimo álbum más vendido del año. En Irlanda debutó en el número tres de su lista, por detrás de Take Me Home y Unapologetic de Rihanna, respectivamente. La IRMA le dio además un disco de platino por vender 15 000 ejemplares en el país. Para fin de 2012, logró el puesto dieciocho en la lista de fin de año.
En el resto de Europa tuvo una recepción media. En Alemania se colocó en el puesto veintidós, en Austria en el cinco, en Suiza en el seis y en Francia en el 122. Por otra parte, en Australia y Nueva Zelanda alcanzó los puestos veinte y veintisiete. En los Estados Unidos logró el décimo noveno puesto en la lista Billboard 200, así como el séptimo en Digital Albums, mientras que en Canadá alcanzó el diecisiete.

## Sencillos
El 1 de octubre de 2012, Murs reveló que «Troublemaker» sería el primer sencillo de Right Place Right Time. Una semana después, sonó por primera vez en la estación de radio británica Capital FM. Tras haberse lanzado, se convirtió rápidamente en un éxito, ya que alcanzó el número uno en el Reino Unido, el dos en Alemania y las radios de Bulgaria y Hungría, el tres en Austria e Irlanda, el cuatro en Australia, el cinco en Eslovaquia y Nueva Zelanda y finalmente el ocho en Suiza. Además recibió numerosos discos de oro y platino por sus ventas. Para promocionarlo, la interpretó en distintas ocasiones, como en The X Factor y Billboard's Next Big Things In Music 2013.
A «Troublemaker» le siguió «Army of Two», segundo sencillo. Este fue lanzado a través de Amazon.com el 22 de marzo de 2013. La canción a pesar de no haber tenido éxito tan internacional como su predecesor, tuvo buena recepción en el Reino Unido, Australia y Nueva Zelanda. Murs cantó una versión acústica para Capital FM el 10 de marzo de 2013. También la presentó en el programa The Graham Norton Show y en los Logie Awards junto con «Troublemaker».
«Dear Darlin'» fue lanzado como el tercer sencillo del disco el 24 de mayo. Este alcanzó la cuarta posición en Australia y recibió la certificación de platino, mientras que en el Reino Unido logró el quinto puesto. El 25 de noviembre de 2013, Murs interpretó la canción en exclusiva para The Xtra Factor.

## Lista de canciones
- Edición estándar

| Right Place Right Time |                               |                                                                                    |          |  |
| N.º                    | Título                        | Escritor(es)                                                                       | Duración |  |
| 1.                     | «Army of Two»                 | Iyiola Babalola, Wayne Hector, Darren Lewis y Olly Murs                            | 4:47     |  |
| 2.                     | «Troublemaker» (con Flo Rida) | Tramar Dillard, Claude Kelly, Olly Murs y Steve Robson                             | 3:05     |  |
| 3.                     | «Loud & Clear»                | Charles Harmon, Claude Kelly y Olly Murs                                           | 3:49     |  |
| 4.                     | «Dear Darlin'»                | Ed Drewett, Jim Eliot y Olly Murs                                                  | 3:26     |  |
| 5.                     | «Right Place Right Time»      | Claude Kelly, Olly Murs y Steve Robson                                             | 3:13     |  |
| 6.                     | «Hand on Heart»               | Tom Barnes, Wayne Hector, Iain James, Pete Kelleher, Ben Kohn y Olly Murs          | 3:16     |  |
| 7.                     | «Hey You Beautiful»           | Claude Kelly, Olly Murs y Steve Robson                                             | 3:06     |  |
| 8.                     | «Head to Toe»                 | Charles Harmon, Claude Kelly y Olly Murs                                           | 3:15     |  |
| 9.                     | «Personal»                    | Tom Barnes, Wayne Hector, Christopher Houston, Pete Kelleher, Ben Kohn y Olly Murs | 3:15     |  |
| 10.                    | «What a Buzz»                 | Julian Bunetta, Ed Drewett y John Ryan                                             | 3:06     |  |
| 11.                    | «Cry Your Heart On»           | Wayne Hector, Carsten Mortensen, Olly Murs y Lucas Secon                           | 3:39     |  |
| 12.                    | «One of These Days»           | Julian Bunetta, Andrew Frampton, Steve Kipner y Olly Murs                          | 3:05     |  |
| 41:02                  |                               |                                                                                    |          |  |

- Edición de lujo

| Right Place Right Time |                                  |                                         |          |  |
| N.º                    | Título                           | Escritor(es)                            | Duración |  |
| 13.                    | «Runaway»                        | Adam Argyle, Martin Brammer y Olly Murs | 3:36     |  |
| 14.                    | «Sliding Doors»                  | Wayne Hector, Olly Murs y Steve Robson  | 3:56     |  |
| 15.                    | «Perfect Night (To Say Goodbye)» | Adam Argyle, Martin Brammer y Olly Murs | 3:22     |  |
| 16.                    | «The One»                        | Ed Drewett, Olly Murs y Matt Prime      | 3:38     |  |
| 17.                    | «Troublemaker» (En vivo)         |                                         | 3:47     |  |
| 18.                    | «Army of Two» (En vivo)          |                                         | 4:32     |  |
| 63:53                  |                                  |                                         |          |  |

- Edición Norteamericana

| Right Place Right Time |                                        |                                                                           |          |  |
| N.º                    | Título                                 | Escritor(es)                                                              | Duración |  |
| 1.                     | «Army of Two»                          | Iyiola Babalola, Wayne Hector, Darren Lewis y Olly Murs                   | 4:47     |  |
| 2.                     | «Heart Skips a Beat» (con Chiddy Bang) | Chidera Anamege, Jim Eliot, Sam Preston y Alex Smith                      | 3:23     |  |
| 3.                     | «Troublemaker»                         | Tramar Dillard, Claude Kelly, Olly Murs y Steve Robson                    | 3:06     |  |
| 4.                     | «Dance With Me Tonight»                | Claude Kelly, Olly Murs y Steve Robson                                    | 3:24     |  |
| 5.                     | «Hand On Heart»                        | Tom Barnes, Wayne Hector, Iain James, Pete Kelleher, Ben Kohn y Olly Murs | 3:18     |  |
| 6.                     | «Hey You Beautiful»                    | Claude Kelly, Olly Murs y Steve Robson                                    | 3:08     |  |
| 7.                     | «Right Place Right Time»               | Claude Kelly, Olly Murs y Steve Robson                                    | 3:15     |  |
| 8.                     | «Oh My Goodness»                       | Adam Argyle, Martin Brammer y Olly Murs                                   | 3:05     |  |
| 9.                     | «Loud & Clear»                         | Charles Harmon, Claude Kelly y Olly Murs                                  | 3:51     |  |
| 10.                    | «Dear Darlin'»                         | Ed Drewett, Jim Eliot y Olly Murs                                         | 3:26     |  |
| 34:45                  |                                        |                                                                           |          |  |

## Posicionamiento en listas

### Semanales
| Alemania          | German Albums Chart      | 22  |
| Australia         | Australian Albums Chart  | 20  |
| Austria           | Austrian Albums Chart    | 5   |
| Bélgica (Flandes) | Ultratop 200 Albums      | 71  |
| Bélgica (Valonia) | Ultratop 200 Albums      | 139 |
| Canadá            | Canadian Albums          | 17  |
| Dinamarca         | Danish Albums Chart      | 19  |
| Escocia           | Scottish Albums Chart    | 1   |
| España            | Spanish Albums Chart     | 94  |
| Estados Unidos    | Billboard 200            | 19  |
| Estados Unidos    | Digital Albums           | 7   |
| Finlandia         | Finnish Albums Chart     | 38  |
| Francia           | French Albums Chart      | 122 |
| Irlanda           | Irish Albums Chart       | 3   |
| Nueva Zelanda     | New Zealand Albums Chart | 27  |
| Reino Unido       | UK Albums Chart          | 1   |
| Suecia            | Swedish Albums Chart     | 14  |
| Suiza             | Swiss Albums Chart       | 6   |

### Sucesión en listas
| Predecesor: Take Me Home de One Direction | Scottish Albums Chart — Álbum número uno 8 de diciembre de 2012 — 22 de diciembre de 2012 | Sucesor: The Very Best Of de Neil Diamond |
| Predecesor: Take Me Home de One Direction | UK Albums Chart — Álbum número uno 8 de diciembre de 2012 — 22 de diciembre de 2012       | Sucesor: Unorthodox Jukebox de Bruno Mars |

### Certificaciones
| Territorio  | Organismo certificador | Certificación | Ventas certificadas | Simbolización | Ref.   |
| ----------- | ---------------------- | ------------- | ------------------- | ------------- | ------ |
| Alemania    | BVMI                   | Oro           | 100 000             | ●             | [ 61 ] |
| Australia   | ARIA                   | Oro           | 35 000              | ●             | [ 62 ] |
| Austria     | IFPI — Austria         | Oro           | 7500                | ●             | [ 63 ] |
| Irlanda     | IRMA                   | Platino       | 15 000              | ▲             | [ 11 ] |
| Reino Unido | BPI                    | 4× Platino    | 1 200 000           | 4▲            | [ 10 ] |
| Suiza       | IFPI — Suiza           | Oro           | 10 000              | ●             | [ 64 ] |

### Anuales
| País        | Lista                   | Posición |      |      |      |      |      |
| 2012        | 2012                    | 2012     | 2012 | 2012 | 2012 | 2012 | 2012 |
| ----------- | ----------------------- | -------- | ---- | ---- | ---- | ---- | ---- |
| Irlanda     | Irish Albums Chart      | 18       |      |      |      |      |      |
| Reino Unido | UK Albums Chart         | 7        |      |      |      |      |      |
| 2013        |                         |          |      |      |      |      |      |
| Australia   | Australian Albums Chart | 66       |      |      |      |      |      |
| Reino Unido | UK Albums Chart         | 5        |      |      |      |      |      |